# 勝手にしやがれ (映画)
『勝手にしやがれ』（かってにしやがれ、À bout de souffle、直訳すると「息切れ」）は、1960年のフランスの犯罪ドラマ映画。監督・脚本はジャン＝リュック・ゴダール、出演はジャン＝ポール・ベルモンドとジーン・セバーグなど。ヌーヴェルヴァーグの記念碑的作品とされる。

## 概要

### 背景
1958年7月、フランス映画『悪魔の通り道』が第8回ベルリン国際映画祭で公開された。ジョルジュ・ド・ボールガールがプロデューサー、ラウール・クタールが撮影監督、ピエール・シェンデルフェールとジャック・デュポンが共同監督を務めたこの映画は、20世紀フォックスが配給することになった。
そのとき同社のパリの宣伝部で働いていたのがジャン＝リュック・ゴダールだった。ゴダールはボールガールの前で『悪魔の通り道』をこき下ろすが、ボールガールはそのゴダールを、ピエール・ロティ原作の『氷島の漁夫（Pêcheur d'Islande）』の脚本を書かせるために雇った。ゴダールは6週間にわたってこれに取り組み、結局放棄した。シェンデルフェールが監督し、クタールが撮影監督を務めた『氷島の漁夫』は1959年5月19日に封切られるが、不入りによりボールガールは60万フランの負債を抱えた。
ゴダールは、一文無しとなったボールガールに4つの映画の企画を持ち込んだ。その中に、フランソワ・トリュフォーがタブロイド紙の記事を元に書き上げた4ページのシノプシスがあった。同年5月のカンヌ国際映画祭でトリュフォーの『大人は判ってくれない』が監督賞を受賞して以後、多くの映画プロデューサーがそうであったように、ボールガールはヌーヴェルヴァーグの作品を探し求めていた。トリュフォーのシノプシスにボールガールは飛びつき、「トリュフォーにシナリオを書いてもらえたら最高だな。トリュフォーは君の友だちだ。書いてもらえるか」と言った。ゴダールは「いいでしょう。書いてもらいましょう」と答えた。さらにボールガールは同年7月のベルリン国際映画祭で金熊賞を受賞した『いとこ同志』の監督クロード・シャブロルの名前も挙げた。「最初の映画には誰か技術顧問が必要だ。クロード・シャブロルも君の友だちだろ。引き受けてもらえないか」と頼んだ。ゴダールは「いいでしょう。頼んでみましょう」と請け合った。
ゴダールは若いキャメラマン（ゴダールの短編映画『男の子の名前はみんなパトリックっていうの』などを撮影したミシェル・ラトゥーシュと言われている）と組む予定でいたが、ボールガールは新人監督に新人キャメラマンを付けるのは不安だったため、映画製作に当たり、旧知のラウール・クタールが担当するという条件を出した。クタールの証言によれば、ゴダールは仕方なく承諾したという。
トリュフォーとシャブロルのネームバリューのおかげで、ボールガールは配給業者ルネ・ピニエールと、フランス国立映画映像センター（CNC）につてのあるプロデューサーのジェラール・ベイトゥーから、51万フランの予算を獲得することができた。

### 撮影・公開
撮影は1959年8月17日から9月19日にかけてパリとマルセイユ近郊で行われた。
同年11月、試写会が開催。同年12月2日、映画倫理規程管理委員会は、この作品を18歳未満入場禁止の映画とすることを11票対9票で可決し、1か所の削除を要求した。削除を求められたのは米国のアイゼンハワー大統領とシャルル・ド・ゴール大統領が車でシャンゼリゼをのぼっていくシーンであった。
当時、新外映に勤務していた秦早穂子はパリ近郊のジョアンヴィルにある撮影所の作業室で20分ほどのラッシュを見て、買い付けを決めた。映画倫理規程管理委員会の裁定よりも一足先にオリジナルプリントを日本に送り、原題の「À bout de souffle」（「息せき切って」という程度の意味）を「勝手にしやがれ」と命名した。オリジナルプリントを見た者のなかに荻昌弘がいた。荻は試写で字幕の入った日本版を見たとき、アイゼンハワーとド・ゴールのシーンがカットされていることに気づいた。『キネマ旬報』1960年3月上旬号の鼎談で荻はこう解説している。「いよいよカメラがオープン・カーを俯瞰して、手をふるアイクとドゴールをパンで追うところ。その直前で切れちゃってる」「あれを入れないと社会戯評的なユーモアさえ出ない」「同一ショットで主人公の姿とアイクとドゴールの行進を撮っているということは、大きいんですよ。両方が同じ重さでしかも離れているユーモアなんか不思議なものでした」
1960年3月16日、公開。18歳未満入場禁止であったにもかかわらず、最初の週の入場者は50,531人に達した。そしてパリでの7週間のロードショーの総入場者数は25万9,046人を記録した。日本では、本国の公開から10日後の3月26日に公開された。
1975年6月、フランスにおける年齢制限の規制は解除された。

## ストーリー

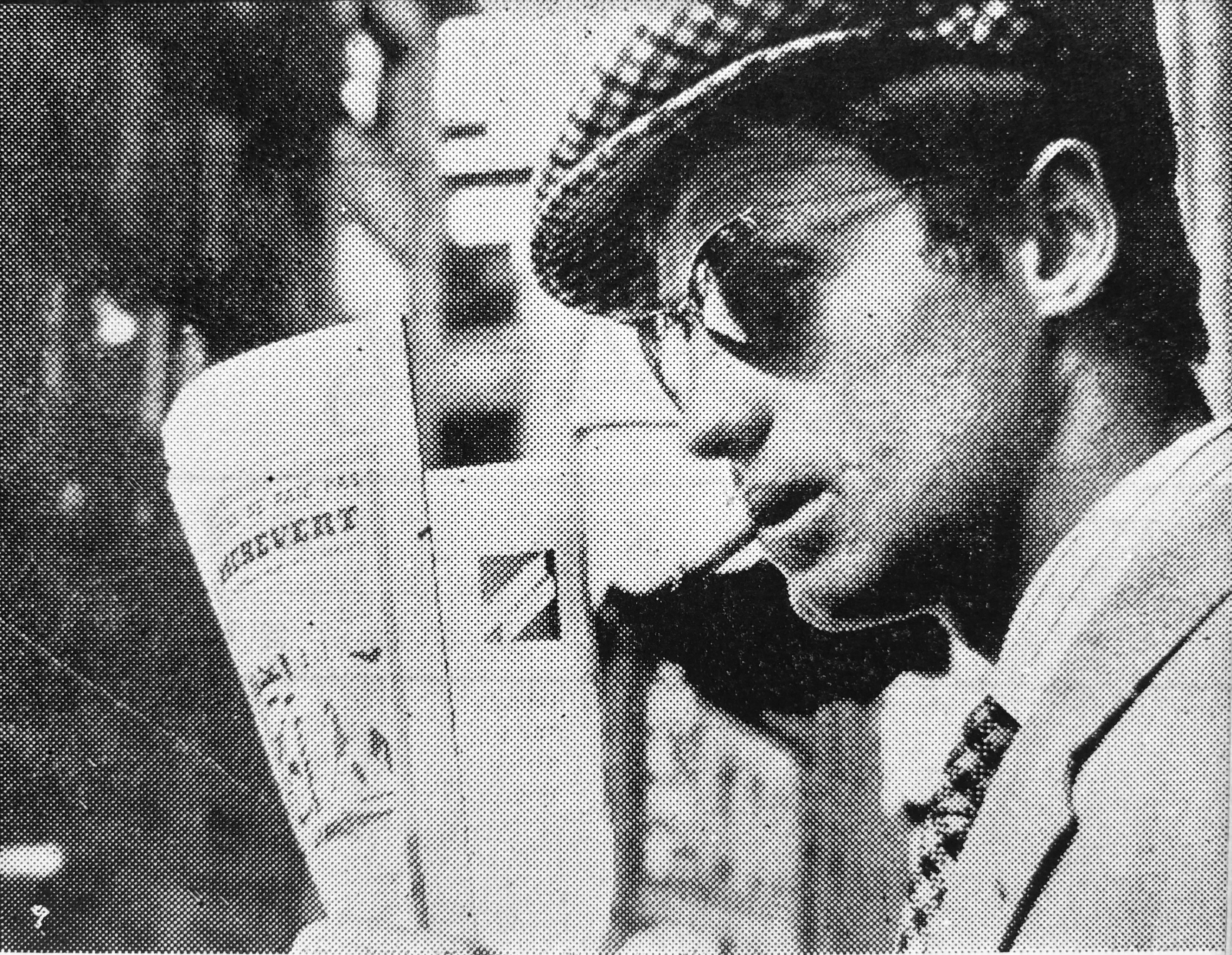
ジャン＝ポール・ベルモンド

ハンフリー・ボガートを崇めるミシェルは、マルセイユで自動車を盗み、追ってきた警察官を射殺する。パリに着いたものの文無しで警察からも追われているミシェルは、アメリカ人のガールフレンド、パトリシアと行動を共にする。だが、ミシェルが警察に追われる身であることを知ってしまうパトリシア。パトリシアは、パリで地歩を固めたい駆け出しの記者・ライターであり、ミシェルはどちらかと言うとフランスにいることに執着がない。
やがて一緒に逃げることを断念したパトリシアが警察に通報してしまう。劇中も何度か出てきた「最低」という言葉を最後にミシェルが言う。「本当に最低だ」と、かすれ声で言われたその言葉が訊きとれず、パトリシアは「彼はなんて言ったの？」と刑事にたずねると、「あなたは本当に最低(dégueulasse デグラース)だと彼は申していました」と伝えられる。パトリシアは「最低(dégueulasse デグラース)ってなに？」と訊き返す。

## キャスト
※括弧内は日本語吹替（初回放送1969年6月28日 NETテレビ『土曜映画劇場』）
- ミシェル・ポワカール/ラズロ・コバクス：ジャン＝ポール・ベルモンド（前田昌明）
- パトリシア・フランキーニ：ジーン・セバーグ（真山知子）
- ヴィタル刑事：ダニエル・ブーランジェ（寺島幹夫）
- パルベレスコ：ジャン＝ピエール・メルヴィル（勝田久）
- アントニオ：アンリ＝ジャック・ユエ（フランス語版）
- 密告者：ジャン＝リュック・ゴダール
  - その他日本語吹替：田原久子、桑原毅、中曽根雅夫、野田圭一、田中信夫

### カメオ出演
- 『カイエ・デュ・シネマ』執筆陣：ジャン・ドマルキ、アンドレ・S・ラバルト、ジャン・ドゥーシェ、ミシェル・ムルレ（フランス語版）、ジャック・シクリエ（フランス語版）
- 映画監督：フランソワ・モレイユ（フランス語版）（当時セバーグの夫）、ジョゼ・ベナゼラフ、フィリップ・ド・ブロカ、リシャール・バルドゥッチ（フランス語版）
- 脚本家：ミシェル・ファーブル
- 作曲家：ルイギ（フランス語版）
- 小説家：ジャック・セルギーヌ（フランス語版）
- アメリカ映画専門館マクマオンオーナー：エミール・ヴィリオン

## 受賞
| 賞                       | 部門                   | 候補者                     | 結果 |
| ------------------------ | ---------------------- | -------------------------- | ---- |
| ベルリン国際映画祭       | 銀熊賞 (監督賞)        | ジャン・リュック・ゴダール | 受賞 |
| ジャン・ヴィゴ賞         | 長編部門               | 『勝手にしやがれ』         | 受賞 |
| フランス映画批評家協会賞 | ジョルジュ・メリエス賞 | 『勝手にしやがれ』         | 受賞 |

## ランキング
- 「映画史上最高の作品ベストテン」（英国映画協会『Sight&Sound』誌発表）
  - 1992年：「映画批評家が選ぶベストテン」第17位
  - 2002年：「映画批評家が選ぶベストテン」第15位
  - 2002年：「映画監督が選ぶベストテン」第31位
  - 2012年：「映画批評家が選ぶベストテン」第13位
  - 2012年：「映画監督が選ぶベストテン」第11位
- 2008年：「史上最高の映画100本」（仏『カイエ・デュ・シネマ』誌発表）第65位
- 2010年：「史上最高の外国語映画100本」（英『エンパイア』誌発表）第75位
- 2010年：「エッセンシャル100」（トロント国際映画祭発表）第18位

以下は日本でのランキング
- 1980年：「外国映画史上ベストテン（キネマ旬報戦後復刊800号記念）」（キネマ旬報発表）第10位
- 1988年：「大アンケートによる洋画ベスト150」（文藝春秋発表）第28位
- 1989年：「外国映画史上ベストテン（キネ旬戦後復刊1000号記念）」（キネ旬発表）第5位
- 1995年：「オールタイムベストテン・世界映画編」（キネ旬発表）第15位
- 1999年：「映画人が選ぶオールタイムベスト100・外国映画編（キネ旬創刊80周年記念）」（キネ旬発表）第13位
- 2009年：「映画人が選ぶオールタイムベスト100・外国映画編（キネ旬創刊90周年記念）」（キネ旬発表）第5位

## 備考
- 川内康範は「別冊週刊サンケイ」に、1958年10月から1959年1月にかけて小説『勝手にしやがれ』を4回に分けて連載した[16]。邦題は川内の小説が元になっているとの説もある。
- 1977年5月に発売された沢田研二のシングル「勝手にしやがれ」のタイトルは本作品の邦題に由来する[17]。
- 1977年10月28日、セックス・ピストルズのファースト・アルバム『Never Mind the Bollocks, Here's the Sex Pistols』が本国イギリスで発売されるが、日本コロムビアは邦題を『勝手にしやがれ!!』とし、同年11月に発売した[18]。
- アメリカ合衆国では1961年2月7日に、イギリスでは同年7月8日に、原題と意味の近い『Breathless』とのタイトルで公開された[1]。そして1983年、アメリカでリメイク映画『Breathless』が製作された。日本では翌1984年に『ブレスレス』との邦題で公開された。